# Liste des titres de duc de la noblesse britannique (existants)
Cette page est une compilation de tous les titres de duc britanniques existants dans les pairies d'Angleterre, d'Écosse, de Grande-Bretagne, d'Irlande et du Royaume-Uni.

## Pairie d'Angleterre
| Nom                   | Armoiries | Histoire | Monarque      |
| --------------------- | --------- | --- | ------------- |
| - Duc de Beaufort     |           | - Titulaire : Henry Somerset, 12e Duc de Beaufort Les Somerset, faits ducs de Beaufort en 1682, sont les descendants directs des Beaufort en lignée masculine naturelle car ils sont issus de Charles Somerset 1er comte de Worcester. Ils sont aussi issus des Beaufort en lignée féminine, par exemple par le mariage d'Henry 2e comte de Worcester avec Elisabeth Browne, dont la mère Lucy Neville était l'arrière-petite-fille de Ralph Neville et de Jeanne Beaufort la demi-sœur de Henri IV. | Charles II    |
| - Duc de Bedford      |           | - Titulaire : Andrew Russell, 15e Duc de Bedford . |               |
| - Duc de Devonshire   |           | - Titulaire : Peregrine Cavendish, 12e Duc de Devonshire Les Cavendish titre de duc de Devonshire a été créé dans la pairie d'Angleterre en 1694 par Guillaume III et Marie II en faveur de William Cavendish (1640-1707), déjà comte de Devonshire. Il tire son nom du Devon, un comté du sud-ouest de l'Angleterre. Le duc détient les titres subsidiaires de baron Cavendish de Hardwick (1605), comte de Devonshire (1618) et marquis de Hartington (1694), tous dans la pairie d'Angleterre.    | Guillaume III |
| - Duc de Grafton      |           | - Titulaire : Henry FitzRoy, 12e Duc de Grafton. |               |
| - Duc de Marlborough  |           | - Titulaire : James Spencer-Churchill, 12e Duc de Malborough. |               |
| - Duc de Norfolk      |           | - Titulaire : Edward Fitzalan-Howard, 18e Duc de Norfolk Les ducs de Norfolk exerce la fonction de comte-maréchal. |               |
| - Duc de Richmond     |           | - Titulaire : Charles Gordon-Lennox, 11e Duc de Richmond. |               |
| - Duc de Rutland      |           | - Titulaire : David Manners, 11e Duc de Rutland. |               |
| - Duc de Saint-Albans |           | - Titulaire : Murray Beauclerk, 14e Duc de St Albans. |               |
| - Duc de Somerset     |           | - Titulaire : John Seymour, 19e Duc de Somerset. |               |

## Pairie d'Écosse
| Nom                | Armoiries | Histoire                                               | Monarque |
| ------------------ | --------- | ------------------------------------------------------ | -------- |
| - Duc d'Argyll     |           | - Titulaire: Torquhil Campbell, 13e Duc d'Argyll .     |          |
| - Duc d'Atholl     |           | - Titulaire: Bruce Murray, 12e Duc d'Atholl .          |          |
| - Duc de Montrose  |           | - Titulaire: James Graham, 8e Duc de Montrose .        |          |
| - Duc de Roxburghe |           | - Titulaire: Charles Innes-Ker, 11e Duc de Roxburghe . |          |

## Pairie de Grande-Bretagne
| Nom                     | Armoiries | Histoire                                                      | Monarque |
| ----------------------- | --------- | ------------------------------------------------------------- | -------- |
| - Duc de Hamilton       |           | - Titulaire: Alexander Douglas-Hamilton, 13e Duc de Brandon . |          |
| - en:Duke of Manchester |           | - Titulaire: Alexander Montagu, 13e Duc de Manchester .       |          |
| - Duc de Northumberland |           | - Titulaire: Ralph Percy, 12e Duc de Northumberland .         |          |

## Pairie d'Irlande
| Nom              | Armoiries | Histoire                                         | Monarque |
| ---------------- | --------- | ------------------------------------------------ | -------- |
| - Duc d'Abercorn |           | - Titulaire: James Hamilton, 5e Duc d'Abercorn . |          |

## Pairie du Royaume-Uni
| Nom                     | Armoiries | Histoire                                                         | Monarque    |
| ----------------------- | --------- | ---------------------------------------------------------------- | ----------- |
| - Duc d'Argyll          |           | - Titulaire: Torquhil Campbell, 13e Duc d'Argyll .               |             |
| - Duc de Cambridge      |           | - Titulaire: William Mountbatten-Windsor, 1er Duc de Cambridge . |             |
| - Duc d'Édimbourg       |           | - Titulaire: Edward Mountbatten-Windsor, 1er Duc d'Édimbourg .   | Charles III |
| - Duc de Fife           |           | - Titulaire: David Carnegie, 4e duc de Fife .                    |             |
| - Duc de Gloucester     |           | - Titulaire: Richard Windsor, 2e Duc de Gloucester .             |             |
| - en:Duke of Gordon     |           | - Titulaire: Charles Gordon-Lennox, 6e Duc de Gordon .           |             |
| - Duc de Kent           |           | - Titulaire: Edward Windsor, 2e Duc de Kent .                    |             |
| - Duc de Sussex         |           | - Titulaire: Henry Mountbatten-Windsor, 1er Duc de Sussex .      |             |
| - en:Duke of Sutherland |           | - Titulaire: Francis Egerton, 7e Duc de Sutherland .             |             |
| - Duc de Wellington     |           | - Titulaire: Charles Wellesley, 9e Duc de Wellington .           |             |
| - Duc de Westminster    |           | - Titulaire: Hugh Grosvenor, 7e Duc de Westminster .             |             |
| - Duc d'York            |           | - Titulaire: Andrew Mountbatten-Windsor, 1er Duc d'York .        |             |